# Тарґошиці (Великопольське воєводство)
Тарґошиці (пол. Targoszyce) — село в Польщі, у гміні Кобилін Кротошинського повіту Великопольського воєводства.
Населення — 27 осіб (2011).
У 1975-1998 роках село належало до Лешненського воєводства.

## Демографія
Демографічна структура станом на 31 березня 2011 року:
|          | Загалом | Допрацездатний вік | Працездатний вік | Постпрацездатний вік |
| -------- | ------- | ------------------ | ---------------- | -------------------- |
| Чоловіки | 14      | 0                  | 14               | 0                    |
| Жінки    | 13      | 4                  | 6                | 3                    |
| Разом    | 27      | 4                  | 20               | 3                    |